# Вултурени (Браила)
Вултурени (рум. Vultureni) насеље је у Румунији у округу Браила у општини Чирешу. Oпштина се налази на надморској висини од 44 m.

## Становништво
Према подацима из 2002. године у насељу је живело 683 становника, од којих су сви румунске националности.